# The Marble Index (hudební skupina)
The Marble Index byla kanadská hudební skupina. Vznikla v roce 2001 v ontarijském Hamiltonu a její původní sestavu tvořili Brad Germain (zpěv, kytara), Ryan Tweedle (baskytara) a Adam Knickle (bicí). V roce 2008 se k triu připojil Dan Delaplante. Své první album nazvané The Marble Index kapela vydala v roce 2004. Toho roku skupina hrála jako předskokan kapely Pixies. Druhé album, tentokrát nazvané Watch Your Candles, Watch Your Knives, následovalo o dva roky později. Svůj název si kapela zvolila podle alba The Marble Index zpěvačky Nico.

## Diskografie
Studiová alba
- The Marble Index (2004)
- Watch Your Candles, Watch Your Knives (2006)